# 1704
Năm 1704 (MDCCIV) là một năm nhuận bắt đầu từ ngày thứ ba của lịch Gregory (hay một năm nhuận bắt đầu vào thứ Bảy của lịch Julius chậm hơn 11 ngày). Năm 1704 của lịch Thụy Điển là một năm nhuận bắt đầu từ ngày thứ sáu, một ngày trước của lịch Julius.